# Marie-Hélène des Esgaulx
Marie-Hélène des Esgaulx, née le 26 mai 1950 à Dax (Landes), est une femme politique française. Membre des Républicains, elle est maire de Gujan-Mestras depuis 2006, députée de 2002 à 2008 et sénatrice de 2008 à 2017. Avec le non cumul des mandats, elle a choisi sa ville : Gujan-Mestras. Elle est aussi Présidente de la Communauté d'Agglomération du Bassin d'Arcachon Sud : la COBAS depuis 2014.

## Biographie

### Famille et formation
Marie-Hélène Candau-Desplan  est née le 26 mai 1950 à Dax, dans le département des Landes.
Elle est la fille de Roger Candau, fonctionnaire, et de Jacqueline Escalarasse. Elle a une fille, née de son mariage avec Patrick des Esgaulx de Nolet, enseignant, dont elle est divorcée mais dont elle a gardé une partie du nom de famille.
À l'issue d'études supérieures à l'université de Bordeaux, elle obtient une maîtrise en Sciences Économie.

### Carrière professionnelle
Marie-Hélène des Esgaulx est conseillère juridique depuis 1977, puis Avocate à Arcachon à partir de 1989 et retraitée en 2016.

### Parcours politique
Elle soutient Alain Juppé pour la primaire présidentielle des Républicains de 2016.
Le 1er octobre 2017, elle fait partie des treize derniers sénateurs (sur un total de 41) à démissionner pour privilégier leur mandats locaux, en application de la loi sur le cumul des mandats,. Alain Cazabonne, qui la suivait sur la liste en 2014, la remplace.

## Détail des mandats et fonctions

### Au Parlement
- 19 juin 2002 – 19 juin 2007[9] : députée de la huitième circonscription de la Gironde.
- 20 juin 2007 – 1er octobre 2008[10] : députée de la huitième circonscription de la Gironde.
- 1er octobre 2008[11] – 1er octobre 2017[8] : sénatrice de la Gironde.

### Au niveau local
- 14 mars 1983 – 18 juin 1995 : adjointe au maire de Gujan-Mestras.
- 17 mars 1986 – 16 juillet 2002 : conseillère régionale d'Aquitaine.
- 19 juin 1995 – 18 mars 2001 : conseillère municipale de Gujan-Mestras.
- 20 mars 2001 – 2 juillet 2006 : 1ère adjointe au maire de Gujan-Mestras.
- Depuis le 2 juillet 2006 : maire de Gujan-Mestras[12].
- Depuis le 14 avril 2014 : présidente de la communauté d’agglomération du Bassin d’Arcachon Sud[13].

### Au sein de partis politiques
- 2000-2002 : secrétaire nationale du RPR[3].
- À partir de 2002 : secrétaire nationale de l'UMP chargée des élections[14].
- Membre du bureau politique des Républicains[15].
- Membre de la commission nationale d'investiture des Républicains[15].

### Autres
- Membre du collège du comité consultatif des jeux et de la commission consultative des jeux de cercle et de casinos (en tant que sénatrice)[16].

## Distinctions
- Chevalier de la Légion d'honneur (reçue dans l'ordre le 8 mai 2019)[17].
- Chevalier de l'ordre national du Mérite (reçue dans l'ordre le 15 février 1997)[2].
- Chevalier de l'ordre du Mérite maritime (février 2025)[18].

## Marie aussi